# 판매가 가능한 소유권
판매가 가능한 소유권 혹은 하자없는 등기, 시장성 있는 소유권이란 현재 매매하는 토지가 다른 소송에 의해 담보로 잡혀 있다던가, 땅의 사용권리에 대해 법적 분쟁이 있다던가하는 등으로 문제가 없는 경우를 말한다. 합리적인 수준의 신중한 구매자가 받아 들일 수준의 토지권원을 말한다. (합리적인 매수인은 잠재적으로 소송의 말려들 수 있는 부동산을 취득할리가 없기 때문이다.)
즉 동일한 재산에 대해 다른 자의 권리가 경합할 염려가 없는 소유권을 말한다. 미국에서는 부동산 매매시 토지건물등기소에서 해당 토지의 소유권의 계승기록에 대한 열람 및 확인을 하는 권원검색이 필수로 변호사나 권원회사에서 이 일을 담당한다. 또한 후일 토지에 문제가 있을 경우를 대비 소유권등기보험(title insurance)을 드는 경우가 많다. 미국에서는 부동산의 거래에 있어서 매도인은 매수인에게 판매가 가능한 소유권(결함이 없는)을 넘겨주어야만 한다. 소유권이 완벽할 필요는 없지만 비합리적인 수준의 소송위험에 대한 의구심을 불러일으키는 정도는 벗어나야 한다.

## 판매 불가능한 하자
1. 저당 혹은 담보: 소유권을 넘기기 전에 저당권을 해결할 수 있으므로 저당잡혀 있다고 하여 무조건 판매 가능하지 않다고 보지 않는다.
2. 지역권: 소유권에 혜택을 주는 지역권인 경우 자동적으로 판매를 불가능하게 하지는 않는다.
3. 미래 물권
4. 방해물
5. 점유취득시효 청구권
6. 토지구역 위반

## 참고 문헌
- 류변의 미국법 이야기(34)[물권법] 미국의 부동산 매매

## 같이 보기
- 소유권의 계승
- 소유권등기보험